# Guvernul Constantin Coandă
Guvernul Constantin Coandă a fost un consiliu de miniștri care a guvernat România în perioada 24 octombrie - 28 noiembrie 1918.

## Componența
- Președintele Consiliului de Miniștri

General Constantin Coandă (24 octombrie - 28 noiembrie 1918)
- Ministrul de interne

General Artur Văitoianu (24 octombrie - 28 noiembrie 1918)
- Ministrul de externe

General Constantin Coandă (24 octombrie - 28 noiembrie 1918)
- Ministrul finanțelor

ad-int. Fotin Enescu (24 - 29 octombrie 1918)
Oscar Kiriacescu (29 octombrie - 28 noiembrie 1918)
- Ministrul justiției

ad-int. General Artur Văitoianu (24 - 28 octombrie 1918)
Dumitru Buzdugan (28 octombrie - 28 noiembrie 1918)
- Ministrul cultelor și instrucțiunii publice

Petru Poni (24 octombrie - 28 noiembrie 1918)
- Ministrul de război

General Eremia Grigorescu (24 octombrie - 28 noiembrie 1918)
- Ministrul lucrărilor publice

Anghel Saligny (24 octombrie - 28 noiembrie 1918)
- Ministrul industriei și comerțului

ad-int. General Eremia Grigorescu (24 - 29 octombrie 1918)
Alexandru Cottescu (29 octombrie - 28 noiembrie 1918)
- Ministrul agriculturii și domeniilor

Fotin Enescu (24 octombrie - 28 noiembrie 1918)
- Ministru fără portofoliu (pentru Basarabia)

Ion Inculeț (24 octombrie - 28 noiembrie 1918)
- Ministru fără portofoliu (pentru Basarabia)

Daniel Ciugureanu (24 octombrie - 28 noiembrie 1918)

## Sursa
- Stelian Neagoe - "Istoria guvernelor României de la începuturi - 1859 până în zilele noastre - 1995" (Ed. Machiavelli, București, 1995)

| Precedat(ă) de: Guvernul Alexandru Marghiloman | Guvernul Constantin Coandă 24 octombrie - 28 noiembrie 1918 | Succedat(ă) de: Guvernul Ion I.C. Brătianu (5) |

| Portal icon | Portal România în Primul Război Mondial |

| Portal icon | Portal Istorie |